# Valgu-Vanamõisa
Valgu-Vanamõisa (Duits: Wannamoisakülla) is een plaats in de Estlandse gemeente Märjamaa, provincie Raplamaa. De plaats heeft de status van dorp (Estisch: küla).
Valgu-Vanamõisa heette tot in oktober 2017 Vanamõisa. In die maand werd de gemeente Vigala bij de gemeente Märjamaa gevoegd. In Vigala lag ook een dorp Vanamõisa. Toen werden beide dorpen hernoemd, dit dorp in Valgu-Vanamõisa, naar het buurdorp Valgu, het andere dorp in Vigala-Vanamõisa.

## Bevolking
Het dorp had 44 inwoners op 31 december 2011 en 48 inwoners op 31 december 2021.

## Ligging
Het dorp ligt aan de rivier Velise.

## Geschiedenis
(Valgu-)Vanamõisa werd in 1591 voor het eerst genoemd onder de naam Wanamoise, een dorp op het landgoed van Walck (Valgu). De naam Vanamõisa betekent ‘oud landgoed’. Er zijn inderdaad aanwijzingen dat het bestuurscentrum van het landgoed oorspronkelijk hier lag.
Tussen 1977 en 1997 maakte (Valgu-)Vanamõisa deel uit van Valgu.